# Heilige Schare van Carthago

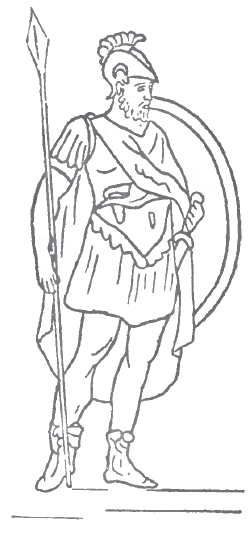
Een soldaat van de Helige Schare

De Heilige Schare van Carthago was de militaire elite-eenheid die Carthago zelf beschermde. In tegenstelling tot het grootste deel van het Carthaagse leger bestond het geheel uit Carthaagse burgers en niet uit huurlingen. Het was zelfs de enige gewapende macht van Carthago waar huurlingen zich niet bij aan mochten sluiten. Toch bestonden de Carthaagse legers lange tijd uit slechts Carthaagse burgers, maar deze traden voor zover we weten voor het laatst op in Afrika in 311 v.Chr. Het is rond deze periode dat de Heilige Schare ontstond. Volgens Polybius ging het om een drieduizend man sterke cavalerie die op een hellenistische wijze (hij doelt waarschijnlijk op de wijze van Alexander de Grote) strijd leverde. Net als de pretoriaanse of burgerlijke wacht niet buiten de chôra (omringende land van de polis) opereren. De Heilige Schare van Astarte was een eenheid van zware cavalerie, die op een hellenistische wijze opereerde. Baäl had eveneens een eigen Heilige Schare, die bestond uit zware infanterie.
Het is belangrijk op te merken dat de pederastische relaties die de band in de Heilige Schare van Thebe versterkten niet bestonden in Carthago, vanwege van het religieuze en sociale verbod op dergelijke praktijken. Zij waren niet heilig omwille van hun eed, maar omwille van hun uitrusting, die in zekere zin het "bezit" was van de tempels van hun beschermgod.
De Heilige Schare viel in veldslagen op door haar witte voorkomen. Ze verdween ten tijde van de Eerste Punische Oorlog.

## Voetnoot
1. ↑  B.H. Warmington, Carthage: a History, New York, 1993, p. 46.
2. ↑  R.A. Gabriel - D. Boose, The Great Battles of Antiquity. A Strategic and Tactical Guide to Great Battles that Shaped the Development of War, Westport (Conn.), 1994, p. 290.